# Guillermo Brazo de Hierro
Guillermo Brazo de Hierro (c. 1010-1046) fue un aventurero normando, uno de los doce hijos de Tancredo de Altavilla. Guillermo y su hermano menor Drogo viajaron al Mezzogiorno hacia el año 1035 en respuesta a la solicitud de ayuda que Ranulfo Drengot, conde normando de Aversa, había hecho a su padre.
Entre 1038 y 1040, él y otros normandos lucharon junto con los lombardos de Melfi como mercenarios al servicio del Imperio Bizantino en Sicilia contra los sarracenos. Allí ganó el sobrenombre de «brazo de hierro» por matar al emir de Siracusa durante una salida durante el asedio a dicha ciudad. Cuando el general griego Jorge Maniaces humilló públicamente al general salernitano Arduino, los lombardos se retiraron de la campaña junto con los normandos y la guardia varega. Después de que Maniace fuera reclamado de vuelta a Constantinopla el nuevo catapán de Italia, Miguel Dukiano, nombró a Arduino gobernador de Melfi. Melfi, sin embargo no tardó en unirse a otros lombardos apulios en una rebelión contra el dominio bizantino, la cual fue apoyada por Guillermo y los normandos. Los bizantinos consiguieron comprar a los líderes de la revuelta: primero Atenulfo, príncipe de Benevento, y después a Argiro. En septiembre de 1042 los normandos eligieron a su propio líder, ignorando a Arduino. La revuelta, originariamente lombarda, se había convertido en normanda en carácter y liderazgo.

Sur de Italia bajo el Principe de Salerno Guaimario IV (desde 1039 hasta 1047)

Guillermo fue elegido por los normandos como su "conde" tras la defección de Argiro. Él y los otros líderes, entre ellos Drogo y Pedro, pidieron a Guaimaro IV, príncipe de Salerno, que reconociera sus conquistas en 1040. Recibieron como feudo las tierras que rodeaban Melfi y proclamaron a Guaimaro "Duque de Apulia y Calabria". En 1043 en Melfi Guaimaro dividió la región (con excepción de la propia Melfi) en doce baronías para los jefes normandos: Ascletino recibió Acerenza, Tristán Montepeloso, Hugh Tubœuf Monopoli, Pedro Trani, y Drogo Venosa. Guillermo, que destacaba entre los jefes normandos, recibió el señorío de Ascoli. Se casó con Guida, hija de Guy, duque de Sorrento y sobrino de Guaimaro.
Durante su reinado, Guillermo y Guaimaro comenzaron la conquista de Calabria en 1044 y construyeron el gran castillo de Stridula, probablemente cerca de Squillace. En 1045 fue derrotado por Argiro en Tarento. Murió a principios de 1046 y fue sucedido por su hermano Drogo.
Sus títulos nunca fueron sancionados por el emperador del Sacro Imperio. Drogo sería llamado legalmente "Conde de los normandos de toda Apulia y Calabria" (Comes Normannorum totius Apuliae e Calabriae) y, por ese motivo, normalmente Guillermo aparece con los mismos títulos.